# Peter Vardy
Peter Vardy (ur. 1945) – angielski filozof i teolog. Zajmuje się m.in. problematyką filozofii Boga oraz badaniem związku między nauką i religią.

## Wybrane publikacje
- And if it's True? (1987)
- God of Our Fathers?: Do We Know What We Believe?  (1987)
- Business Morality, People and Profit  (1989)

- The Puzzle of God (1990, wyd. polskie Krótko o filozofii Boga, 2004)
- The Puzzle of Evil (1992)
- The Puzzle of Ethics (1997)
- The Puzzle of Sex (1997)

- Kierkegaard (1996)
- What is Truth? (2003)
- Being Human (2003)